# 何爵天
何爵天（英語：Ho Cheuk-Tin，1987年—），香港電影導演。他於2023年憑電影《正義迴廊》獲頒2022年度香港電影導演會年度大獎新晉導演及第41屆香港電影金像獎新晉導演。

## 簡歷
何爵天生於1987年，曾就讀於可風中學（嗇色園主辦），畢業於香港演藝學院電視電影學院，主修導演。畢業後曾參與不同類型製作，如電影（《激戰》及《破風》）、廣告、MV等。除商業製作外，亦有拍攝個人作品，如以深水埗老店為主題的紀錄片《友記車仔》，香港電台劇集《獅子山下之高價收購》。他又曾與友人組成網絡團隊「學舌鳥」，較有名的作品為《日日去鳩嗚》及《激戰獅子山》。
他執導的短片《FOUL》於2012年第十一屆國際學生影視作品展中奪得「中國優秀學生作品獎」，此短片是第八屆 InDPanda 國際短片節開幕電影之一。
他於2016年拍《獅子山下》時認識導演翁子光，之後在對方的工作室擔任副導及編導。
2021年成為電影文化中心(香港)董事，推動電影教育及文化。
2022年10月，他的首部長片作品《正義迴廊》正式上畫。電影改編自2013年一宗轟動全港的「大角咀肢解父母案」。
2023年第二部執導作品為《死屍死時四十四》。

## 電影作品
| 年份 | 名稱           | 職務 | 職務 | 職務 | 備註                 |
| 年份 | 名稱           | 導演 | 編劇 | 監製 | 備註                 |
| ---- | -------------- | ---- | ---- | ---- | -------------------- |
| 2022 | 正義迴廊       | 是   | 否   | 否   | 三級片，真人真事改編 |
| 2023 | 死屍死時四十四 | 是   | 否   | 否   |                      |
| 2026 | 萬壽無殭       | 是   | 否   | 否   |                      |

## 演出作品

### 電視劇（ViuTV）
| 年份 | 劇集名稱      | 角色     |
| ---- | ------------- | -------- |
| 2024 | 反起跑線聯盟2 | 電影導演 |

## 獎項及提名
| 年份 | 頒獎典禮                       | 獎項               | 作品         | 得獎者 | 結果 |
| ---- | ------------------------------ | ------------------ | ------------ | ------ | ---- |
| 2022 | AEG 娛樂人氣王2022             | 最佳新導演（電影） | 《正義迴廊》 | 何爵天 | 獲獎 |
| 2023 | 2022年度香港電影導演會年度大獎 | 新晉導演獎         | 《正義迴廊》 | 何爵天 | 獲獎 |
| 2023 | 第41屆香港電影金像獎           | 最佳導演           | 《正義迴廊》 | 何爵天 | 提名 |
| 2023 | 第41屆香港電影金像獎           | 新晉導演           | 《正義迴廊》 | 何爵天 | 獲獎 |

## 外部連結
- 何爵天在香港影庫上的簡介
- 何爵天在豆瓣上的资料（简体中文）
- 何爵天在互联网电影资料库（IMDb）上的資料（英文）